# 同心县
同心縣是中华人民共和国宁夏回族自治区吳忠市下辖的一個县，位于宁夏中部，吴忠市南部。面積7021平方公里，总人口約為36萬。縣人民政府驻豫海鎮。
2009年10月，宁夏在同心县实行“省直管县”改革试点。

## 历史
清同治十三年(1874年)，设立平远县。民国三年(1914年)易名镇戎县。民国十七年(1928年)镇戎县又易名豫旺县。1938年，民国豫旺县政府恢复，由下马关迁至同心城，为俾符实际，改为同心县。

## 人口
根据(中国)宁夏回族自治区第七次全国人口普查公报显示：同心县常住人口为320801人，男性占比50.65%，女性占比49.35%，年龄结构中0-14岁占比30.27%，15-59岁占比59.72%，60岁以上占比10.01%，65岁以上占比7.16%。

## 地理
同心属典型的温带大陆性气候，四季分明，日照充足，昼夜温差大，年均降水量200mm左右，而蒸发量却高达2300mm，干旱是最大的自然特征。县境内地形起伏、沟壑纵横，丘陵、沟壑、山地、沙漠等地貌类型占总面积的65.4%。

## 行政区划
同心县下辖7个镇、4个乡：
豫海镇、河西镇、韦州镇、下马关镇、预旺镇、王团镇、丁塘镇、田老庄乡、马高庄乡、张家塬乡和兴隆乡。

## 交通
- 344国道过境。
- 宝中铁路设同心站。

## 特产
同心圆枣：中国地理标志产品。

## 名胜古迹
- 同心清真大寺
- 韦州古城
- 康济寺塔
- 预旺古城